# Džang Ajping
Džang Ajping (kitajsko: 张爱萍; Wade–Giles: Chang Ai-p'ing; pinjin: Zhang Aiping), kitajski general, * 9. januar 1908, † 5. julij 2003, Peking, Ljudska republika Kitajska.
Džang Ajping, general (Šang Džjang), je bil minister za obrambo Ljudske republike Kitajske (1982-88).